# 川原テツ
川原 テツ（かわはら テツ、1964年 - ）は、東京都出身の作家。ヤクザ映画専門劇場として知られた新宿昭和館の元従業員。2005年2月から2007年10月まで浅名 アニキ（あさめい アニキ）のペンネームで、浅草名画座のウェブサイトにて上映番組紹介を連載していた。
新宿昭和館での20年にわたる日々を描いた『名画座番外地—「新宿昭和館」傷だらけの盛衰記』（幻冬舎）で第5回幻冬舎アウトロー大賞特別賞を受賞した。

## 著書等

### エッセイ
- 『名画座番外地—「新宿昭和館」傷だらけの盛衰記』幻冬舎、2007年。ISBN 978-4344013629。
- 『名画座番外地—「新宿昭和館」傷だらけの盛衰記』幻冬舎アウトロー文庫、2008年。ISBN 978-4344412361。

### その他
- 『浅草名画座 上映作品解説』（2005年2月号 - 2007年10月号）
- 『映画でしか生きられないヤツっているんですよ』（日刊ゲンダイ 2007年9月27日号掲載）
- 『川原テツ インタビュー』（ジャッピー！ 25号掲載）
- 『在りし日の名画座』（映画秘宝 2008年9月号掲載）
- 『伝説のヤクザ映画館「新宿昭和館」 血に染まる「仁義なき戦い」の想ひ出』（実話ナックルズ 2010年8月号掲載）
- 『浅名アニキの「仁義なき戦い」一挙解説！』（実話ナックルズ 2010年8月号掲載）

## 音楽プロデュース作品
- 鶴岡武雄「犬とおばさん」（Grand`ma Records[要検証 – ノート]、2009年）